# 대방광불화엄경 진본 권37
대방광불화엄경 진본 권37(大方廣佛華嚴經 晋本 卷三十七)은 서울특별시 서대문구, 아단문고에 있는 고려시대의 불경이다. 
1981년 3월 18일 대한민국의 국보 제202호 대방광불화엄경 진본 권제37(大方廣佛華嚴經 晋本 卷第三十七)로 지정되었다가, 2010년 8월 25일 현재의 명칭으로 변경되었다.

## 개요
대방광불화엄경은 줄여서 ‘화엄경’이라고 부르기도 한다. 부처와 중생이 둘이 아니라 하나라는 것을 기본사상으로 하고 있다. 화엄종의 근본 경전으로 법화경과 함께 한국 불교사상 확립에 크게 영향을 끼친 불교경전 가운데 하나이다.
이 책은 동진의 불타발타라가 번역한 『화엄경』 진본 60권 중 권 제37의 내용이다. 닥종이에 찍은 목판본으로 크기는 세로 26cm, 가로 768.3cm이며, 종이를 계속 이어붙여 두루마리처럼 말아서 보관하고 있다.
책 끝에는 고려 숙종 3년(1098)에 이필선의 시주로 간행하였다는 기록이 남아 있다. 보존상태는 양호한 편이지만, 원래 불상 속에서 발견된 것이라서 책머리의 제목과 책의 차례 일부분이 누락되고 본문에 손상이 있다.
이 책은 간행기록이 정확하게 전하는 화엄경 목판본 중에서 가장 오래된 것으로 가치가 크며, 고려 초기의 목판인쇄 및 화엄경 판본연구에 중요한 자료로 평가되고 있다. 

## 같이 보기
- 아단문고

## 참고 자료
- 대방광불화엄경 진본 권37 - 국가유산청 국가유산포털